# Seconde forme fondamentale
La seconde forme fondamentale est une forme quadratique caractérisant certains aspects de la géométrie différentielle des surfaces. Ce concept est d'abord apparu dans l'étude des surfaces réglées avant de prendre toute sa généralité dans le cadre de la géométrie riemannienne.
Alors que la première forme fondamentale décrit la « géométrie interne » d'une surface (c'est-à-dire les propriétés qui peuvent être déterminées depuis la surface elle-même), la seconde forme fondamentale dépend de la situation de la surface dans l'espace. Elle est utile pour le calcul des courbures et apparaît par exemple dans les équations de Gauss-Codazzi. Les deux formes quadratiques fondamentales permettent de définir les notions de courbure principale, de courbure moyenne et de courbure gaussienne .
Du point de vue technique, la seconde forme fondamentale est une forme quadratique sur l'espace tangent de l'hypersurface d'une variété riemannienne.

## Cas d'une surface dans ℝ3
Soit une surface Σ paramétrée par X(u, v). En un point P donné, le plan tangent (lorsqu'il est défini) est généré par les vecteurs tangents {\displaystyle {\frac {\partial X}{\partial u}}} et {\displaystyle {\frac {\partial X}{\partial v}}}, notés respectivement Xu et Xv. Le vecteur normal est défini comme étant le vecteur unitaire n colinéaire à Xu ∧ Xv.
Dans le repère (P, Xu, Xv, n), si la surface est localement lisse, on peut faire un développement limité de Σ sous la forme
{\displaystyle z=\mathrm {L} {\frac {x^{2}}{2}}+\mathrm {M} xy+\mathrm {N} {\frac {y^{2}}{2}}+\varepsilon }
et définir la forme quadratique
{\displaystyle {\mathsf {II}}=L\mathrm {d} x^{2}+2M\mathrm {d} x\mathrm {d} y+N\mathrm {d} y^{2}}
avec
{\displaystyle \mathrm {L} ={\frac {\partial ^{2}\mathrm {X} }{\partial u^{2}}}\cdot \mathbf {n} }
{\displaystyle \mathrm {M} ={\frac {\partial ^{2}\mathrm {X} }{\partial u\partial v}}\cdot \mathbf {n} }
{\displaystyle \mathrm {N} ={\frac {\partial ^{2}\mathrm {X} }{\partial v^{2}}}\cdot \mathbf {n} }
Cette forme quadratique II est appelée seconde forme fondamentale. Elle peut aussi être représentée par la matrice
{\displaystyle \mathrm {II} ={\begin{pmatrix}\mathrm {L} &\mathrm {M} \\\mathrm {M} &\mathrm {N} \end{pmatrix}}}
Les vecteurs tangents (Xu, Xv) constituent une base du plan vectoriel tangent à Σ en P ; tout vecteur tangent peut s'écrire comme combinaison linéaire de Xu et Xv. La seconde forme fondamentale appliquée à deux vecteurs w1 = aXu + bXv et w2 = cXu + dXv s'écrit
II(w1, w2) = Lac + M(ad + bc) + Nbd
et pour un seul vecteur
II(w1, w1) = La2 + 2Mab + Nb2
La seconde forme fondamentale s'exprime également à partir de l'opérateur de forme S et du produit scalaire :
II(w1, w2) = S(w1)⋅w2.
La courbure de Gauss K peut être calculée à partir des première et seconde formes fondamentales :
{\displaystyle \mathrm {K} ={\frac {\det \mathrm {II} }{\det \mathrm {I} }}={\frac {\mathrm {L} \mathrm {N} -\mathrm {M} ^{2}}{\mathrm {E} \mathrm {G} -\mathrm {F} ^{2}}}}.
Les courbures principales sont les valeurs propres de la matrice symétrique
{\displaystyle \mathrm {II} _{uv}={\begin{pmatrix}\mathrm {II} (\mathrm {X} _{u},\mathrm {X} _{u})&\mathrm {II} (\mathrm {X} _{u},\mathrm {X} _{v})\\\mathrm {II} (\mathrm {X} _{v},\mathrm {X} _{u})&\mathrm {II} (\mathrm {X} _{v},\mathrm {X} _{v})\end{pmatrix}}}

## Cas d'une hypersurface
On considère une hypersurface d'une variété riemannienne, toutes deux étant orientées. On peut considérer le champ de vecteurs normaux unitaires n associé à l'hypersurface (c'est la généralisation de l'application de Gauss) à ces deux variétés. Il existe aussi une notion de dérivation (dérivée covariante) des vecteurs naturellement associée à la métrique de la variété ambiante : c'est la connexion de Levi-Civita notée {\displaystyle \nabla }.
Pour deux vecteurs v et w tangents à l'hypersurface, on pose
{\displaystyle \mathrm {I} \!\mathrm {I} (v,w)=\langle n,\nabla _{V}W\rangle },
en notant V et W des champs de vecteurs prolongeant v et w. On vérifie que l'expression obtenue ne dépend pas du prolongement effectué.
Le signe de la seconde forme fondamentale dépend du choix de la direction de n (la co-orientation de l'hypersurface).

## Définition générale
On peut généraliser le concept de seconde forme fondamentale aux espaces de codimension arbitraire. Dans ce cas, c'est une forme quadratique sur l'espace tangent, à valeurs dans le fibré normal :
{\displaystyle \mathrm {I} \!\mathrm {I} (v,w)=(\nabla _{v}w)^{\bot },}
avec {\displaystyle (\nabla _{v}w)^{\bot }} la projection orthogonale de la dérivée covariante {\displaystyle \nabla _{v}w} sur le fibré normal.

### Lien avec la courbure
Dans les espaces euclidiens, le tenseur de courbure d'une sous-variété peut être décrit par l'équation de Gauss :
{\displaystyle \langle R(u,v)w,z\rangle =\langle \mathrm {I} \!\mathrm {I} (u,z),\mathrm {I} \!\mathrm {I} (v,w)\rangle -\langle \mathrm {I} \!\mathrm {I} (u,w),\mathrm {I} \!\mathrm {I} (v,z)\rangle .}
Pour une variété riemannienne quelconque, on doit ajouter la courbure de l'espace ambiant. Si N est une variété incluse dans une variété riemannienne (M,g), alors le tenseur de courbure {\displaystyle R_{N}} de N avec métrique induite peut être exprimé à partir de la seconde forme fondamentale et de {\displaystyle R_{M}}, le tenseur de courbure de M :
{\displaystyle \langle R_{N}(u,v)w,z\rangle =\langle R_{M}(u,v)w,z\rangle +\langle \mathrm {I} \!\mathrm {I} (u,z),\mathrm {I} \!\mathrm {I} (v,w)\rangle -\langle \mathrm {I} \!\mathrm {I} (u,w),\mathrm {I} \!\mathrm {I} (v,z)\rangle .}

### Extension aux immersions
Les première et seconde formes fondamentales sont introduites dans l'étude des sous-variétés, munies de la métrique induite. On peut généraliser ces notions à toute immersion d'une variété riemannienne dans une autre, avec a priori deux tenseurs métriques à prendre en compte, sur la variété source et le but. En se plaçant sur un domaine d'injectivité de Φ, on peut transporter les champs de vecteurs de M par image directe (et les prolonger si besoin). On montre alors que l'expression suivante a un sens, et donne, en chaque point, une forme bilinéaire sur l'espace tangent à M à valeurs dans l'espace tangent à N
{\displaystyle \mathrm {I} \!\mathrm {I} (X,Y)=\nabla _{\phi _{\ast }X}^{h}(\phi _{\ast }Y)-\phi _{\ast }(\nabla _{X}^{g}Y)}
Les applications totalement géodésiques (c'est-à-dire celles pour lesquelles l'image de toute géodésique est une géodésique) peuvent être vues de façon naturelle comme celles pour lesquelles la seconde forme fondamentale est constamment nulle. 
Les applications pour lesquelles la trace de la seconde forme fondamentale est nulle sont dites harmoniques.
Notamment, dans le cas où l'application est une immersion isométrique de M dans N (qui englobe le cas de l'injection canonique pour les sous-variétés riemanniennes de N), la notion d'application harmonique coïncide avec le fait que Φ(M) est une variété minimale dans N).